# Сорока Олександр Назарович
Олекса́ндр Наза́рович Соро́ка (нар.8 (21) квітня 1900, Хлипнівка — пом. 28 грудня 1963, Київ) — український радянський хоровий диригент, народний артист УРСР (з 1960 року).

## Життєпис
Народився в селі Хлипнівці Київської губернії (нині Звенигородського району Черкаської області). Початкову освіту здобув у Київській духовній семінарії. З 1923 року співав у калелі «Думка». У 1930 році закінчив диригентський факультер Музично-драматичному інституті імені М. Лисенка в Києві після чого працював викладачем у педагогічних інститутах і диригував аматорськими хорами. З 1935 року диригент, у 1937–1940 роках — головний диригент і з 1940 року — мистецький керівник капели «ДУМКА». У 1940–1946 роках мистецький керівник капели «Трембіта» у Львові. Член ВКП (б) з 1946 року.

Могила Олександра Сороки

Помер 28 грудня 1963 року. Похований в Києві на Байковому кладовищі (надгробок — бронза, лабрадорит; скульптор Е. М. Фрідман, архітектор М. К. Іванченко; встановлений у 1964 році).

## Творчість
Олександр Сорока надавав перевагу творам великих форм, переважно кантатно-ораторіального жанру. В репертуарі:
- «Радуйся, ниво неполитая» і «Б'ють пороги» М. Лисенка;
- «Кавказ» і «Заповіт» С. Людкевича;
- «Слався, Вітчизно моя» Г. Жуковського;
- «Україно моя» А. Штогаренка;
- «Реквієм» В. А. Моцарта;
- «Москва» П. Чайковського;
- «Пори року» Й. Гайдна, та інше.

## Пам'ять

Меморіальна дошка на честь Олександра Сороки

20 травня 1970 року в Києві, на будинку по вулиці Льва Толстого, № 5, де в 1948—1963 роках мешкав Олесандр Сорока, встановлено бронзову меморіальну дошку (архітектор Ісроель Шмульсон).